# Scopula consentanea
Scopula consentanea är en fjärilsart som beskrevs av Walker 1861. Scopula consentanea ingår i släktet Scopula och familjen mätare. Inga underarter finns listade.